# File Roller
File Roller é o aplicativo padrão para gerenciamento de arquivos compactados do Ambiente GNOME.

## Características
O File Roller pode:
- Criar e modificar arquivos compactados.
- Ver o conteúdo de arquivos compactados.
- Ver o conteúdo de um arquivo dentro de um arquivo compactado.
- Extrair ficheiros de um arquivo compactado.

## Formatos de Arquivos
File Roller suporta as seguintes extensões de arquivos:
(Nota: O Fille Roller é apenas um front-end, necessitando, dessa forma, de programas específicos para manipular os arquivos abaixo)
- 7z (.7z)
- gzip (.tar.gz , .tgz)
- bzip (.tar.bz , .tbz)
- bzip2 (.tar.bz2 , .tbz2)
- compress (.tar.Z , .taz)
- LZO (.tar.lzo , .tzo)
- ZIP (.zip)
- JAR (.jar , .ear , .war)
- LHA (.lzh)
- RAR (.rar)
- TAR (.tar)
- ARJ {.arj)
- ACE (.ace)
- CAB (.cab)